# Karashamb
Karashamb (in armeno Քարաշամբ?) è un comune dell'Armenia di 718 abitanti (2008) della provincia di Kotayk'.